# Ozodiceromya nanella
Ozodiceromya nanella är en tvåvingeart som först beskrevs av Cole 1960.  Ozodiceromya nanella ingår i släktet Ozodiceromya och familjen stilettflugor.
Artens utbredningsområde är Kalifornien. Inga underarter finns listade i Catalogue of Life.